# ديفيد أوهارا
ديفيد أوهارا (بالإنجليزية: David O'Hara)‏ هو ممثل بريطاني، ولد في 9 يوليو 1965 بغلاسكو في المملكة المتحدة. بدأ مشواره المهني سنة 1984.

## أعمال

### أفلام
- (1995) قلب شجاع[3][4]
- (2004) فندق رواندا[5][6][7]
- (2006) المغادرون[8]
- (2008) وانتد[9]
- (2008) يوم القيامة[10]
- (2009) دارفور
- (2010) هاري بوتر ومقدسات الموت – الجزء 1[11][12]
- (2011) رعاة البقر والكائنات الفضائية[13][14]
- (2012) تهريب[15][16]

### مسلسلات
- أسرة تيودور
- المقاطعة
- عملاء شيلد

## وصلات خارجية
- ديفيد أوهارا على موقع IMDb (الإنجليزية)
- ديفيد أوهارا على موقع ألو سيني (الفرنسية)
- ديفيد أوهارا على موقع أول موفي (الإنجليزية)
- ديفيد أوهارا على موقع قاعدة بيانات الأفلام السويدية (السويدية)
- ديفيد أوهارا على موقع إن إن دي بي (الإنجليزية)
- ديفيد أوهارا على موقع قاعدة بيانات الفيلم (الإنجليزية)
- ديفيد أوهارا على موقع كينوبويسك (الروسية)